# Numerická matematika
Numerická matematika (také výpočtová nebo výpočetní matematika) se zabývá řešením matematicky formulovaných problémů pro konkrétní číselné hodnoty, v současnosti především s využitím počítačů, a tvoří jeden z mostů mezi teorií a praxí matematiky. Triviálním příkladem numerického výpočtu je {\displaystyle 2+3=5}, složitější příklady zahrnují iteraci, metodu konečných prvků či aproximaci derivace a integrálu.
Ve skutečnosti lze jen málo problémů vzniklých matematizací reálných situací vyřešit přesně i tehdy, jsou-li přesně zadána vstupní data, což také často není splněno. Pak je třeba sáhnout k numerické matematice (o to větší význam pak má přesné řešení nějakého problému v dostatečné obecnosti). Z tohoto důvodu jsou směry výzkumu numerické matematiky určovány potřebami fyziky, chemie a ostatních exaktních vědních oborů.
Fundamentální pojmy numerické matematiky jsou Numerická metoda, Konvergence numerické metody a Stabilita numerické metody.

## Metody numerické matematiky
Numerická matematika zahrnuje následující oblasti a metody:
- Numerické řešení soustav lineárních rovnic – řešení soustavy rovnic A x = b
  - Gaussova eliminační metoda
  - Choleského dekompozice
- Interpolace a aproximace – výpočet funkční hodnoty f(x) na základě znalosti funkčních hodnot v okolí x
  - Metoda nejmenších čtverců
- Numerická derivace – výpočet derivace (respektive gradientu) f'(x) na základě znalosti hodnot f(x)
- Numerická integrace – výpočet určitého integrálu ∫f(x) dx
- Numerická kvadratura a kubatura
- Numerické řešení soustav nelineárních rovnic – řešení soustavy rovnic F(x) = 0
  - Metoda tečen
  - Metoda sečen
- Numerická optimalizace – řešení soustavy rovnic F(x) → min
  - Metoda zlatého řezu
  - Metoda největšího spádu
- Numerické řešení obyčejných diferenciálních rovnic – viz obyčejná diferenciální rovnice
  - Eulerova metoda
- Numerické řešení parciálních diferenciálních rovnic – viz parciální diferenciální rovnice